# 莫尔扎尼诺夫卡区
莫尔扎尼诺夫区（俄語：Молжаниновский район）是莫斯科北行政区的一区，面积21.78平方公里，人口13,337人。它是莫斯科各区中人数最少，人口密度最低的区。它同西北行政区和库尔基诺区相接。该区没有体育中心、图书馆、邮电局和银行分行，只有一台 ATM 机，其上也没有任何地铁站，只有两个俄铁乘降所。